# 羅克蘭縣 (紐約州)
羅克蘭縣（英語：Rockland County）是美國紐約州東南部的一個縣，東傍哈得遜河，西、南鄰新澤西州。面積516平方公里。2019年人口325,789。縣治新城。
成立於1798年2月23日，縣名的意思是「多石的地方」。